# Teuchophorus tenuemarginatus
Teuchophorus tenuemarginatus är en tvåvingeart som beskrevs av Gabriel Strobl 1909. Teuchophorus tenuemarginatus ingår i släktet Teuchophorus och familjen styltflugor.
Artens utbredningsområde är Spanien. Inga underarter finns listade i Catalogue of Life.